# Мухаммад Хамдан Дагло
Мухаммад Хамдан Дагло (также просто Хамидти) (араб. محمد حمدان دقلو‎; род. 1974 или 1975) — суданский военный и государственный деятель, генерал-лейтенант. Командир военизированной организации «Силы быстрого реагирования».

## Биография
Родился в племени Решават из числа арабов Шоа. Его семья торговала верблюдами. Дагло пошёл в начальную школу, но бросил её через три года.
Во время конфликта в Дарфуре через своих родственников попал в ополчение «Джанджавид», которое вскоре возглавил после Мусы Хилаля. В августе 2013 года президент Омар аль-Башир назначил Мохаммада Дагло командующим Силами быстрого реагирования, которые были созданы в ходе реорганизации сил «Джанджавид».
После военного переворота 2019 года получил должность в Переходном военном совете. После заключения соглашения между гражданскими и военными силами продолжил правительственную деятельность в Суверенном совете, а после переворота 2021 года — в Переходном суверенном совете.
В апреле 2023 года в связи с тем, что командующий ВС Судана Абдель Фаттах аль-Бурхан монополизировал власть, чем остался недоволен Дагло, подразделения Сил быстрого реагирования вступили в открытое вооруженное противостояние с правительством.
19 мая 2023 года Дагло был официально уволен со своей должности в Переходном совете по суверенитету указом, назначив на его место Малика Агара.